# Райт, Макс
Макс Райт (англ. Max Wright; 2 августа 1943, Детройт, Мичиган — 26 июня 2019, Энглвуд, Нью-Джерси) — американский актёр, наиболее известный по роли Вилли Таннера в сериале «Альф». Также снимался в таких фильмах как «Весь этот джаз», «Тень», «Сон в летнюю ночь», а также в сериалах «Друзья», «Квантовый скачок» и многих других.

## Биография
Родился в Детройте, штат Мичиган, США. Он выступал во многих театрах по всей стране. С 1986 по 1990 год Райт исполнял роль Вилли Таннера в ситкоме «Альф», типичного отца семьи среднего класса, который находит инопланетянина, потерпевшего крушение на Земле. В 1995 году ему поставили диагноз — лимфома, из-за чего ему пришлось пройти курс химиотерапии. После лечения снялся в фильме «Старые ворчуны разбушевались», а потом работал в театре. Он также появился в первых двух сезонах сериала «Друзья», где играл управляющего «Центральной кофейни», который увольняет Фиби за плохое пение.
В январе 2000 года был приговорён к испытательному сроку за вождение автомобиля в нетрезвом виде. В 2003 году повторно был арестован за вождение в нетрезвом виде.
Актёр был женат на Линде Ибаррондо с 1965 года до её смерти от рака груди в 2017 году. У пары было двое детей. Макс Райт умер 26 июня 2019 года в возрасте 75 лет в доме престарелых в Энглвуде, штат Нью-Джерси, после многолетней борьбы с лимфомой.

## Фильмография
| Год       |     | Русское название             | Оригинальное название      | Роль                               |
| --------- | --- | ---------------------------- | -------------------------- | ---------------------------------- |
| 1979      | ф   | Последнее объятие            | Last Embrace               | коммутатор                         |
| 1979      | ф   | Весь этот джаз               | All That Jazz              | Джошуа Пенн                        |
| 1981      | ф   | Красные                      | Reds                       | Флойд Делл                         |
| 1983      | ф   | Афера 2                      | The Sting II               | менеджер                           |
| 1985      | ф   | Студенческие каникулы        | Fraternity Vacation        | Миллард Тведт                      |
| 1986      | ф   | Хватай и беги                | Touch and Go               | Лестер                             |
| 1986      | ф   | Свой в доску                 | Soul Man                   | доктор Аронсон                     |
| 1986—1990 | с   | Альф                         | ALF                        | Уилли Таннер                       |
| 1994      | мтф | Противостояние               | The Stand                  | доктор Херберт Деннинджер          |
| 1994      | ф   | Тень                         | The Shadow                 | Бергер                             |
| 1994—1995 | с   | Друзья                       | Friends                    | Терри                              |
| 1995      | ф   | Старые ворчуны разбушевались | Grumpier Old Men           | окружной инспектор здравоохранения |
| 1998      | с   | С Земли на Луну              | From the Earth to the Moon | Гюнтер Вендт                       |
| 1999      | ф   | Сон в летнюю ночь            | A Midsummer Night’s Dream  | Робин Заморыш                      |
| 1999      | ф   | Заснеженные кедры            | Snow Falling on Cedars     | Хорас Уэйли                        |